# 鈴木愛奈のring A radio
『鈴木愛奈のring A radio』（すずきあいなのリング・ア・レディオ）は、音泉で配信されているインターネットラジオ番組。当初はエフエム北海道（AIR-G'）でも放送されていた。

## 概要
声優アーティスト鈴木愛奈のソロラジオ番組。番組・メールを通して、鈴木愛奈とリスナーがつながって、輪（リング）を広げるラジオがコンセプト。
ラジオネームはリスナーに募集し、2020年3月12日放送の第11回で「にゃーともネーム」に決定。
2023年11月2日から12月28日には鈴木の喉の治療に伴い休止し、「MindaRynのradio My daring」を放送。
2024年3月29日放送の第212回をもってエフエム北海道での放送を終了とともに一時休止の後、同年7月26日より再開し以降隔週で配信としている。

## 放送時間

### インターネット配信
| 配信サイト                               | 配信期間       | 時間                | 備考 |
| ---------------------------------------- | -------------- | ------------------- | --- |
| インターネットラジオステーション＜音泉＞ | 2020年1月4日 - | 隔週金曜 12:00 配信 | - 一週間無料配信 - PREMIUMサポーター限定で、過去9回分のアーカイブ視聴可能 - 2024年3月29日までは毎週配信 |

### ラジオ
| 放送対象地域 | 放送局名     | 放送期間                     | 放送時間                          |
| ------------ | ------------ | ---------------------------- | --------------------------------- |
| 北海道       | AIR-G'制作局 | 2020年1月3日 - 2024年3月29日 | 金曜日（木曜日深夜）01:00 - 01:30 |

## コーナー

### PREMIUMサポーター限定
北海道は、こんなトコだどぉ～
鈴木愛奈の世界“かわいい!”宣言!
みんなの本棚

## ゲスト
| 回  | 放送日         | ゲスト名               | 備考     |
| --- | -------------- | ---------------------- | -------- |
| 9   | 2020年2月27日  | Liyuu                  |          |
| 42  | 2020年10月15日 | 高槻かなこ             |          |
| 68  | 2021年4月15日  | 熊田茜音               |          |
| 99  | 2021年11月18日 | 霧島若歌               |          |
| 116 | 2022年3月24日  | 熊田茜音               |          |
| 118 | 2022年4月7日   | 久保田未夢、高野麻里佳 | 公開録音 |
| 136 | 2022年8月11日  | 天麻ゆうき             |          |
| 148 | 2022年11月3日  | Liyuu                  |          |
| 150 | 2022年11月17日 | 熊田茜音               |          |

## イベント
「鈴木愛奈のring A radio」公開録音イベント in 千歳
- 開催日:2022年4月3日（日）
- 会場:北ガス文化ホール・大ホール(北海道千歳市)
- ゲスト:久保田未夢、高野麻里佳
- 番組配信:第118回（2022年4月7日）

## 関連商品
ボイス入り目覚まし時計+メイキングBlu-rayセット
- 2021年5月24日(月)発売。音マートにて販売。

ロケBlu-ray「鈴木愛奈のring a radio～愛奈と美憂のなまらめんこい千歳旅行～」
- 2022年3月30日（水）発売。音マート他にて販売。富田美憂をゲストに迎え、鈴木の故郷である千歳市を巡る旅を展開。